# 9020 Eucryphia
9020 Eucryphia eller 1987 SG2 är en asteroid i huvudbältet som upptäcktes den 19 september 1987 av den belgiske astronomen Eric W. Elst vid La Silla-observatoriet. Den är uppkallad efter växten Eucryphia.
Asteroiden har en diameter på ungefär 5 kilometer.